# Gasfinolhu (Kaafu-atol)
Gasfinolhu is een van de onbewoonde eilanden van het Kaafu-atol behorende tot de Maldiven.